# Lionel de Tastes
Lionel, marquis de Tastes, né le 23 octobre 1881 à Orléans (Loiret) et mort le 10 juillet 1951 à Beaulieu-sur-Mer (Alpes-Maritimes), est un homme politique français.

## Biographie
Marcel Marie Lionel de Tastes est le fils de Marie Maurice Marcel de Tastes et de Marie Léonide Alexine Rouberol. Après ses études de droit à la Faculté de droit de Paris, il devient avocat puis combat pendant la Première Guerre mondiale. Il entre ensuite en politique en devenant, sous les couleurs de l'Alliance démocratique, conseiller municipal de Paris, puis député de Javel lors des élections législatives de 1928.
Proche d'André Tardieu, il quitte le vieux groupe parlementaire des Républicains de gauche après sa réélection de 1932 et rejoint le nouveau groupe du Centre républicain. Il n'hésite pas à afficher des convictions réactionnaires, prenant part aux émeutes du 6 février 1934, et appelant à la surveillance, le 6 novembre de la même année, des « carambouilleurs » qui constitueraient une partie des commerçants étrangers établis en France, « notamment des israélites allemands ». 
Devenu dès lors l'une des cibles privilégiées de la gauche, il est battu par le candidat communiste lors des élections législatives de 1936 qui voient la victoire du Front populaire.
Il épouse en 1920 Marguerite Gourgaud du Taillis, petite-fille du baron Napoléon Gourgaud (1823-1879).
En 1938 il doit démissionner de sa fonction d'avocat à la suite de son implication dans l'affaire de trafic de drogue dans la défense de son client Louis-Théodore Lyon.

## Sources
- « Lionel de Tastes », dans le Dictionnaire des parlementaires français (1889-1940), sous la direction de Jean Jolly, PUF, 1960 [détail de l’édition]
- Gérard Noiriel, Immigration, antisémitisme et racisme en France (XIXe – XXe siècle) : Discours publics, humiliations privées, Paris, Fayard, 2007.
- Article de Ce soir du 24 juin 1938.